# Ægteskabets Labyrint
Ægteskabets Labyrint er en amerikansk stumfilm fra 1920 af William Desmond Taylor.

## Medvirkende
- Agnes Ayres som Folly Vallance
- Jerome Patrick som Anthony Bond
- Theodore Roberts som Archibald Foulkes-Brent
- Betty Francisco som Patricia Brent
- Milton Sills som Keene Mordaunt
- Helen Dunbar som Foulkes-Brent
- F. A. Turner som Albert Vallance
- Mayme Kelso som Mrs. Vallance
- Lucien Littlefield som Bert Vallance
- Robert Bolder som Solomon Bassbridge
- Edward Martindel som Svenson